# Pământ (Universul Fundației)
Acest articol prezintă planeta Pământ așa cum este descrisă în seria Roboților, seria Imperiul Galactic și în seria Fundației de Isaac Asimov.
Oamenii de pe Pământ colonizează spațiul cosmic și planetele din Galaxie. Mai târziu un complot împotriva Pământului face ca solul planetei să devină radioactiv, ceea ce duce la o reducere semnificativă a populației sale. Numeroase mici imperii apar și dispar în întreaga Galaxie Calea Lactee, deoarece diferitele lumi se confruntă și luptă reciproc. Cu timpul, o planetă, Trantor, devine capitala unui adevărat imperiu galactic. În acel moment, Pământul este doar una dintre milioane de lumi membre ale imperiului, o lume atinsă de radioactivitate. În anul 827 Era Galactică (numărul de ani de la fondarea imperiului), așa cum este descris în O piatră pe cer, doar 20 de milioane de oameni locuiesc pe Pământ. Cei mai mulți non-pământeni sunt sceptici cu privire la teoria științifică că planeta obscură este casa originară a tuturor oamenilor, crezând că oamenii au evoluat simultan pe mai multe planete. În anii 12000 Era Galactică, când are loc seriei Fundației, mulți cred că omenirea provine de pe o singură planetă, iar Pământul este doar unul dintre mai mulți candidați.

## Vezi și
- Lista planetelor din seria Fundației